# Lâchez les monstres
Pour plus de détails, voir Fiche technique et Distribution.
Lâchez les monstres (Scream and Scream Again) est un film britannique réalisé par Gordon Hessler, sorti en 1970.

## Synopsis
Un homme qui fait son jogging est heurté par une voiture. Il est transféré a hôpital. Lorsqu'il se réveille, le sportif est horrifié à propos de ses jambes qui sont amputées. L'hôpital est dirigé par le docteur Browning qui lance quelques expériences sur le corps humain de quelqu'un[pas clair]. Ce savant essaie de créer un individu parfait au bon physique, insensible et invulnérable face à la douleur et deviendra incontrôlable.

## Fiche technique
- Titre : Scream and Scream Again
- Réalisation : Gordon Hessler
- Scénario : Christopher Wicking, d'après le roman de Peter Saxon, "The Disorientated Man"
- Photographie : John Coquillon
- Musique : Dave Whittaker
- Montage : Peter Elliot
- Production : Milton Subotsky
- Pays d'origine : Royaume-Uni
- Format :
- Genre : Horreur
- Durée : 94 minutes
- Date de sortie : 1970

## Distribution
- Vincent Price : Docteur Browning
- Christopher Lee : Fremont
- Peter Cushing : Benedek
- Alfred Marks : Supt. Bellaver
- Christopher Matthews : David Sorel
- Judy Huxtable : Sylvia
- Yutte Stensgaard : Erika
- Anthony Newland : Ludwig
- Julian Holloway : Griffin
- Kenneth Benda : Professeur Kingsmill
- Judy Bloom : Helen Bradford
- Marshall Jones : Konratz
- Peter Sallis : Schweitz
- Uta Levka : Jane
- Clifford Eearl : Dét. Sgt. Jimmy Joyce
- Nigel Lambert : Ken Sparten
- Michael Gothard : Keith
- David Lodge : Dét. Insp. Strickland
- Kay Adrian : l'infirmière
- Edgar D. Davies : Rogers
- Rosalind Elliot : Valerie
- Leslie Ewin : un vagabond
- Lee Hudson : la matrone
- Stephen Preston : Fryer
- Lincoln Webb : un lutteur